# Valló Péter
Valló Péter (Budapest, 1950. április 30. –) Kossuth- és Jászai Mari-díjas magyar rendező, érdemes művész.

## Életpálya
1968-ban érettségizett a Radnóti Miklós Gimnáziumban. A Színház- és Filmművészeti Főiskola rendezői szakán végzett 1973-ban. 1975-ig a Veszprémi Petőfi Színház, 1975–1976 között a szolnoki Szigligeti Színház rendezője volt. 1976–1984 között a Vígszínházban, 1984–1988 között pedig a József Attila Színházban rendezett. 1977-1984 között a Színház- és Filmművészeti Egyetem tanára volt. 1978–1984 között az egri Gárdonyi Géza Színház művészeti vezetője és főrendezője is volt. 1986-ban a Radnóti Miklós Színház főrendezője lett. 2002–2003 között a Soproni Petőfi Színház művészeti igazgatója volt. 2020-tól a Vígszínház művészeti tanácsadója is.

### Családja
Édesapja mérnök volt. Egy nővére volt, Zsuzsa.
Második felesége Pasqualetti Ilona színésznő, író. Közös gyermekeik Valló Lujza és Valló Berta (1995–) grafikus, illusztrátor. Első házasságában született fia: Valló Zoltán.

## Színházi rendezései
A Színházi adattárban regisztrált bemutatóinak száma: 203.
- Kosztolányi Dezső: Édes Anna
- Csehov: Három nővér
- Federico García Lorca: Yerma

A Rivalda 84-85 antológiában megjelent portréja (Csigó László felvétele)

- Hubay Miklós–Vas István–Ránki György: Egy szerelem három éjszakája
- Pinter: A gondnok
- Örkény István: Forgatókönyv
- Allen: Játszd újra, Sam!
- Gibson: Libikóka
- Neil Simon: Mezítláb a parkban
- William Shakespeare: Julius Caesar
- Henrik Ibsen: Nóra
- Juhász S.–Valló Péter: Blüett
- Nagy A.: Anna Karenina pályaudvar
- Allen: Lebegő fénybuborék
- Füst Milán: Az árvák
- Shakespeare: Ahogy tetszik
- Nádas Péter: Találkozás (1984)
- Arthur Miller: Az ügynök halála
- Gombrowicz: Operett
- Hacks: Lotte
- Száraz: Gyilkosok
- Füst Milán: A sanda bohóc
- In memoriam Ö. I.
- Bíró: Hotel Imperial
- Bibbiena: Calandria
- Csiky Gergely: Ingyenélő
- Goldoni: Kávéház
- Albee: Mindent a kertbe
- W. Allen: Lebegő fénybuborék
- Füst Milán: Az árvák
- Goldoni: Két úr szolgája
- Shakespeare: Ahogy tetszik
- Gogol: A revizor
- Strindberg: Bertha és Axel, Való igaz és felette csudálatos história Nimwégai Márikáról
- Dürrenmatt: Meteor
- Goethe: Clavigo
- Eörsi: Az áldozat
- Shakespeare: Rómeó és Júlia
- Molière: A fösvény
- Uhry: Miss Daisy
- Szilágyi A.: El nem küldött levelek
- Henrik Ibsen: Rosmersholm
- Hunyady Sándor: Lovagias ügy
- Pinter: Születésnap
- Gogol: Háztűznéző
- Gray: Kicsengetés
- Donizetti: Lammermoori Lucia
- Stoppard: Ez az igazi
- Fábri: Az élő álarc
- Neumann-Piscator-Prüfer: Háború és béke
- Csehov: Ványa bácsi
- Pielmeier: Isten Ágnese
- Vajda: Anconai szerelmesek
- Régi idők mozija
- Shakespeare: Vízkereszt, vagy amit akartok
- Krleža: Agónia
- Frayn: Ugyanaz hátulról
- Euripidész: Íphigeneia Auliszban
- Csehov: Jubileum
- Cervantes: Szószátyárok
- Friel: Vészfék
- Veber: Balfácánt vacsorára!
- Spiró György: Honderű
- Dosztojevszkij: Fehér éjszakák. A szelíd teremtés
- Heinrich von Kleist: Az eltört korsó

## Filmjei

### Játékfilmek
- Boldog születésnapot, Marilyn! (1981) – színházi rendező
- A miskolci boniésklájd (2004) – Pszichiáter

### Tévéfilmek
- Ember és árnyék (1985)
- Kávéház (2001)

## Díjai
- Jászai Mari-díj (1979)
- Egyfelvonásos darabok Arezzoi Fesztivál – legjobb rendezés, legjobb előadás (1980)
- Egyfelvonásos darabok Arezzoi Fesztivál – legjobb rendezés (1983)
- Magyar Kultúra díja (1984)
- Országos Színházi Találkozó, Szeged (1997), Ványa bácsi – legjobb rendezés[10]
- Színikritikusok Díja (1997)

Ványa bácsi – legjobb rendezés
- Érdemes művész (1998)
- Kossuth-díj (2005)
- Vámos László-díj (2015)
- Harsányi Zsolt-díj (2024)[12]